# Губерман, Бронислав
Бронислав Гу́берман (пол. Bronisław Huberman; 19 декабря 1882, Ченстохова, Царство Польское, Российская империя — 16 июня 1947, Корсьё-сюр-Веве, кантон Во, Швейцария) — польский скрипач-виртуоз еврейского происхождения, основатель Палестинского (впоследствии Израильского) филармонического оркестра.

## Биография

### Детство и начало исполнительской карьеры
Бронислав Губерман, сын помощника адвоката Якова Хаимовича Губермана (1849—1899) и Александры Гольдман, родился в Ченстохове в 1882 году. Уже в четырёхлетнем возрасте мальчик привлёк внимание своими способностями к музыке. В шесть лет ему подарили скрипку, а в семь он дал свой первый концерт. Непродолжительное время он брал уроки в Варшаве, сперва у Мечислава Михаловича, затем у Изидора Лотто, а в 1892 году по совету друзей его повезли в Берлин — учиться у знаменитого педагога Йозефа Иоахима. Для того, чтобы оплатить поездку и учёбу, небогатая семья Губерманов копила деньги целый год и даже продала мебель. Иоахим дал мальчику восторженную рекомендацию, что позволило организовать серию концертов на летних курортах, зарабатывая деньги на жизнь и учёбу. На одном из этих концертов Губермана услышал Антон Рубинштейн, написавший после этого: «Как Губерман играет, может играть только гений».
В сентябре 1892 года Губерман уже выступал на Международной музыкальной выставке в Вене, где был представлен императору Францу-Иосифу, который подарил ему сумму денег, достаточную для приобретения хорошей скрипки. Осенью начались занятия у Иоахима, но сам маэстро большую часть времени отсутствовал, и Губерман, которого не удовлетворяла учёба у ассистента Иоахима Маркиза, начал тайком заниматься с Карлом Грегоровичем — скрипачом-виртуозом и учеником Иоахима.
В общей сложности учёба в Берлине продолжалась всего восемь месяцев, и весной 1893 года Губерман начал новую серию гастролей, по Бельгии и Нидерландам. Свои последние уроки он взял в 11 лет у Гуго Хеермана во Франкфурте и у Мартена Марсика в Париже. В Париже он познакомился с польским меценатом графом Замойским, который организовал для него турне в Лондоне и познакомил его с великой певицей Аделиной Патти, пообещавшей мальчику, что он будет участвовать в её прощальных гастролях в Австрии в январе 1895 года. Граф также подарил ему скрипку Страдивари. В это время отец Бронислава серьёзно заболел — постоянные переезды с места на место с сыном были слишком тяжелы для него. Тем не менее он отправился с сыном в Вену в январе 1895 года, чтобы проследить за выполнением обещания Патти. Бронислав принял участие в прощальном венском концерте Патти 22 января 1895 года. Его выступление, включавшее скрипичный концерт Мендельсона, вызвало восторженные отзывы ведущих австрийских критиков Людвига Шпейделя и Эдуарда Ганслика, и с ним был заключён договор на 12 сольных концертов в Вене, ставших развитием его триумфа.
В январе 1896 года Губерман продолжал давать концерты в Вене, где среди его слушателей были Антонин Дворжак, Густав Малер, Антон Брукнер и Иоганнес Брамс, перед которым юный музыкант исполнил его же скрипичный концерт. Он получил в подарок от Дворжака и Брамса автографы с лестными отзывами о его игре. В мае королева Румынии Елизавета, известная под поэтическим псевдонимом Кармен Сильва, подарила ему стихотворение, написанное в его честь. Осенью 1896 и весной 1897 года он посетил с гастролями США, где выступал в Карнеги-Холле и Метрополитен-Опере, а затем в 1897—98 годах провёл турне по России.

### Зенит карьеры
После возвращения в Европу Губерман сделал трёхлетний перерыв в концертных выступлениях, посвятив его учёбе. В это время умер его отец, и в 20 лет на попечении Бронислава оказались мать и двое младших братьев. В 1903 году он был приглашён в Геную, чтобы сыграть на хранившейся там скрипке Паганини — Il Cannone Guarnerius, на которой до него после смерти Паганини играл только ученик самого маэстро Камилло Сивори. В 1908 году он вторично играл в Генуе на скрипке Паганини, на сей раз в благотворительных целях — выручка от концерта пошла на помощь пострадавшим от Мессинского землетрясения.
В Дрездене, в санатории Вайсера Гирша, Губерман близко познакомился с певицей Эльзой Галафре. Они сняли виллу на окраине Вены, где стали жить вместе с личным секретарём и пианистом Губермана, и через некоторое время, в июле 1910 года, поженились гражданским браком. Уже в декабре у них родился первый сын, Иоганнес. Всего через 15 дней после рождения ребёнка Эльза вернулась в театр.
Венский издатель Гуго Геллер заключил с Брониславом и Эльзой договор на написание книг об их работе. Книга Губермана «Aus der Werkstatt des Virtuosen» (рус. «Из мастерской виртуоза») вышла в 1912 году. После этого он отправился на новое продолжительное турне по России, в ходе которого дал 150 концертов, из них девять в Санкт-Петербурге. В 1914 году по просьбе Эльзы он дал ей развод, чтобы она могла выйти замуж за любимого человека. В 1915 году, в ходе мировой войны, он посетил Берлин, чтобы присутствовать на премьере «Альпийской симфонии» Рихарда Штрауса. Находясь в Германии, он был арестован и интернирован как российский подданный. Будучи освобождён благодаря заступничеству кронпринцессы Цецилии, он в негодовании покинул Германию и долгое время впоследствии отказывался выступать в Берлине. После окончания войны Губерман посетил Лондон, где в частности выступал в Альберт-холле с Нелли Мелбой.
С 1921 по 1923 год Губерман жил в США, где давал концерты (в том числе в ходе совместного турне с Рихардом Штраусом) и делал граммофонные записи скрипичных произведений с компанией «Brunswick Records». В 1923 году он на некоторое время вернулся в Европу, где выступал в Нидерландах, Франции, Австрии и Советской России, после чего снова провёл сезон в США.
В 1927 году в Вене проходили мероприятия, приуроченные к столетию со дня смерти Бетховена. Губерман вместе с Пабло Касальсом был приглашён участвовать в юбилейных концертах в качестве солиста. После выступлений в Вене последовали камерные концерты в Гамбурге и Берлине, где с Губерманом выступали Артур Шнабель и Григорий Пятигорский. На следующий год Губерман подписал договор с фирмой «Columbia Records», с которой сделал первую в мире запись скрипичного концерта Чайковского; в дальнейшем были сделаны записи нескольких коротких пьес, а в 1930 году полная запись «Крейцеровой сонаты» Бетховена, где Губерману аккомпанировал польский пианист Игнац Фридман.

### Последние годы жизни

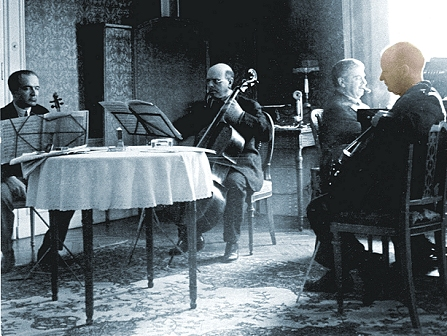
Слева направо: Губерман, Касальс, Шнабель и Хиндемит, 1933 год

В 1929 году Губерман впервые посетил Палестину. В это время он был сторонником идеологии межнационального объединения Европы и, как следствие, негативно настроен по отношению к сионизму (см. Политические взгляды), но после восторженного приёма в ходе первых гастролей он изменил свою позицию. В свой второй визит в Палестину в 1931 году Губерман уже вынашивал планы создания в Палестине симфонического оркестра.
Весной 1933 года пришедшие к власти в Германии нацисты отменили участие в торжествах в честь столетия Брамса квартета с участием Губермана (другими участниками были Шнабель, Пятигорский и Хиндемит). Вместо этого квартет выступил в мае в Вене. Друг Губермана, дирижёр Вильгельм Фуртвенглер, тщетно пытался добиться от нацистского руководства отмены запретов на выступление еврейских музыкантов; Губерман, подчёркивая своё уважение к позиции Фуртвенглера, позже писал о нём как о «типичном немце-ненацисте, одном из миллионов ненацистов, сделавших нацизм возможным». К этому моменту ему стало ясно, как именно будет выглядеть оркестр, который он соберёт в Палестине: он будет состоять из выброшенных на улицу европейских музыкантов-евреев. В 1934 году он в третий раз отправился в Палестину, где ему удалось заручиться поддержкой местного Филармонического общества и начать организационную работу и сбор пожертвований.
В июне Губерман записал с Венским филармоническим оркестром цикл произведений Баха, Бетховена, Моцарта и Лало, после чего уехал на гастроли по Европе и Северной Америке. Напряжённый график включал несколько переездов из США в Англию и обратно. В декабре 1935 года он в очередной раз выступал на Ближнем Востоке, в том числе в Египте. В начале 1936 года Губерман основал в США «Ассоциацию друзей Палестинского оркестра», председателем которой стал Альберт Эйнштейн. В феврале после концерта в Карнеги-холле его скрипка работы Страдивари была похищена. Преступник не был найден, и его имя стало известно только 50 лет спустя, когда он перед смертью признался в краже своей жене. В апреле Губерман покинул США, а в августе объявил об уходе из Венской академии, чтобы сосредоточиться на работе с Палестинским филармоническим оркестром. 26 декабря 1936 года Палестинский оркестр дал свой первый концерт под управлением Артуро Тосканини. Сам Губерман продолжал выступать в Европе и Америке, но в мае 1937 года нагрузка дала о себе знать нервным срывом, из-за которого пришлось отменять концерты. С мая по август он давал турне по Австралии, а затем отправился в Индонезию. 6 октября пассажирский самолёт, на борту которого находился Губерман, потерпел аварию. Четверо пассажиров погибли, но сам Губерман получил только перелом левой руки и двух пальцев на правой. После лечения он вернулся в Европу в конце ноября. Травма помешала ему, как планировалось, участвовать в концертах Палестинского оркестра в качестве солиста. Только к ноябрю следующего года он снова начал выступать в концертах — сначала в Египте, а потом и в Палестине.
Начало Второй мировой войны застало Губермана на вилле в Швейцарии. Он тут же вызвался участвовать в благотворительных концертах, которые проходили в Нидерландах, Бельгии, а затем в Париже. Оттуда он вернулся на Ближний Восток, где давал концерты с Палестинским филармоническим оркестром. После короткого визита в ЮАР он отменил возвращение в Европу и направился в Америку. Остаток войны он провёл в США, давая концерты и записывая новые произведения. После войны он вернулся в Европу, где провёл своё последнее турне. В 1946 году состояние его здоровья ухудшилось, и 16 июня 1947 года он скончался на своей вилле «Нант» на Женевском озере.

## Творчество
К числу наиболее удачных работ Губермана относят его интерпретации «Чаконы» И.-С. Баха, скрипичного концерта и «Крейцеровой сонаты» Бетховена, а также скрипичные концерты Брамса, Мендельсона, Чайковского, Шимановского и Карловича. Губерман также известен собственными аранжировками мазурок и вальсов Шопена.

## Политические взгляды
События Первой мировой войны заставили Губермана заинтересоваться политикой. Он пришёл к выводу, что мир возможен только в результате политического объединения стран. За образец он взял Соединённые Штаты Америки, где, по его мнению, экономическая и политическая интеграция привела к процветанию. Эти взгляды он впервые изложил в книге «Mein Weg zu Paneuropa» (рус. «Мой путь к Пан-Европе»).
В 1932 году в Вене Губерман дал лекцию о пан-европеизме в присутствии послов Франции, Болгарии и Польши, а также ряда видных австрийских политиков. В этой лекции он подчеркнул, что объединение Европы не предполагает отказа от национальных корней, но, наоборот, высвободит «скрывающиеся в них неиссякаемые источники творческих сил». В это время он уже начал проникаться идеологией сионизма, что заставило его искать пути примирить еврейский национализм и наднациональную пан-европейскую идеологию, в частности, в его новой книге «Vaterland Europa» (рус. «Отчизна-Европа»).
После прихода нацистов к власти в Германии Губерман занял последовательную антинацистскую позицию, призывая музыкантов не сотрудничасть с диктаторскими режимами. Этот призыв был опубликован в 1936 году как «Открытое письмо к немецкой интеллигенции». После создания Палестинского филармонического оркестра по его настоянию из репертуара были исключены произведения Вагнера и Рихарда Штрауса — композиторов, пропагандируемых нацистским режимом.

## Семья
- Брат — Станислав Яковлевич Губер (Губерман; 1897, Варшава — 1936, Москва), партийный псевдоним Вжос (пол. Wrzos — вереск), деятель Коминтерна, занимался разведывательной деятельностью в Германии и Австрии, после возвращения в СССР в 1934 году работал на железнодорожной станции Великие Луки; погиб в авиационной катастрофе 6 ноября 1936 года, похоронен на Новом Донском кладбище[14].
- Брат — Леопольд Губерман (1888, Варшава — 1928, Берлин), писатель, с 1910 года был женат на журналисте, литераторе и враче-психоаналитике Ангелине Карловне Мюлльнер (1890—1985).